# Tarpum Bay
Tarpum Bay – miasto na Bahamach, na wyspie Wielka Bahama.